# 謝榮禧
謝榮禧（羅馬拼音：Seah Eng Hee，1915年—），是一名新加坡已退役男子羽球運動員。

## 簡歷
謝榮禧最大的成功是他在1939年馬來亞羽球錦標賽（第三屆）男子單打比賽中的勝利，他在決賽中意外地以15-8和17-14擊敗了衛冕冠軍陳崇智。在1937年的第一屆比賽中，他在半決賽中以15-12和15-2擊敗了S·A·杜萊（S. A. Durai），但在決賽輸給A·S·沙苗爾。
1935年，他在新加坡羽球錦標賽的混合雙打決賽中，與艾琳·王（Waileen Wong）一起以21:14和21:17擊敗了E. J. Vass和愛麗絲·彭納法勒，贏得冠軍。